# Classe Belouga
Pour les articles homonymes, voir Belouga.
La classe Belouga (code OTAN) ou projet 1710 Makrel (en russe : Макрель, littéralement « maquereau ») est une classe de sous-marins soviétique ne comptant qu'un seul bateau.

## La genèse du Projet 1710
Le Projet 1710 Makrel a été élaboré par le bureau d'étude Malakhit sous la direction de G.P. Moskalev. Le sous-marin est expérimental et il n'est conçu que pour l'environnement naturel de recherches et de campagnes d'essais dans les domaines de l'hydrodynamisme, l'hydroacoustique et les tests de propulsions ainsi que pour des tests de matériaux des nouvelles générations de sous-marin à grande vitesse.
Il est analogue au sous-marin américain Albacore, construit en 1953. Le ratio longueur/largeur de la coque est de 7:1 en forme de goutte d'eau afin de permettre une meilleure pénétration dans l'eau. Il est divisé en cinq compartiments étanches.

## Descriptions générales
Le sous-marin est divisé en cinq compartiments étanches.

## Armes et systèmes
Le projet 1710 ne possède pas d'armes, c'est un sous-marin expérimental de recherche hydrodynamique.

## Statut en 2008
Selon les dernières informations, les derniers essais remontent à 1997, le bateau en 2002 a été exclu de la composition de la flotte et son recyclage a commencé.

## Anecdote
- La forme de type goutte d'eau du projet 1710 était moins sujette au Snap-Roll que celle de l'Albacore Américain.

## Modèles radiocommandés
Un très belle réalisation de deux projets 1710 au 1/31